# Heinrich Braun
Heinrich Braun, född 24 november 1854 i Budapest, död 9 februari 1927 i Berlin, var en österrikisk-tysk socialpolitiker; gift 1896 med Lily Braun; far till Otto Braun.
Braun blev filosofie doktor i Halle an der Saale 1881 på avhandlingen Friedrich Albert Lange als Sozialökonom, ingick i Tysklands socialdemokratiska parti och medverkade vid grundläggandet av dess tidskrift "Die Neue Zeit" (1883), uppsatte 1888 som organ för vetenskaplig forskning "Archiv für soziale Gesetzgebung und Statistik", som under hans ledning ("Brauns Archiv") vann stort anseende och från 1904 med någon förändring av titeln fortsattes av Werner Sombart. 
Braun, som invalts i tyska riksdagen 1903, hade då för avsikt att ägna sig åt politiken, men valet förklarades ogiltigt. Åren 1905-07 utgav han en av honom uppsatt socialistisk veckotidning och 1911-18 en likaledes av honom uppsatt ny vetenskaplig tidskrift: "Annalen für soziale Politik und Gesetzgebung".